# Szekszárd (stacja kolejowa)
Szekszárd (węg. Szekszárd vasútállomás) – stacja kolejowa w Szekszárdzie, w komitacie Tolna, na Węgrzech.
Stacja znajduje się na linii 46 Rétszilas – Bátaszék i obsługuje pociągi wszystkich kategorii.

## Linie kolejowe
- Linia 46 Rétszilas – Bátaszék